# Nunciatura apostólica

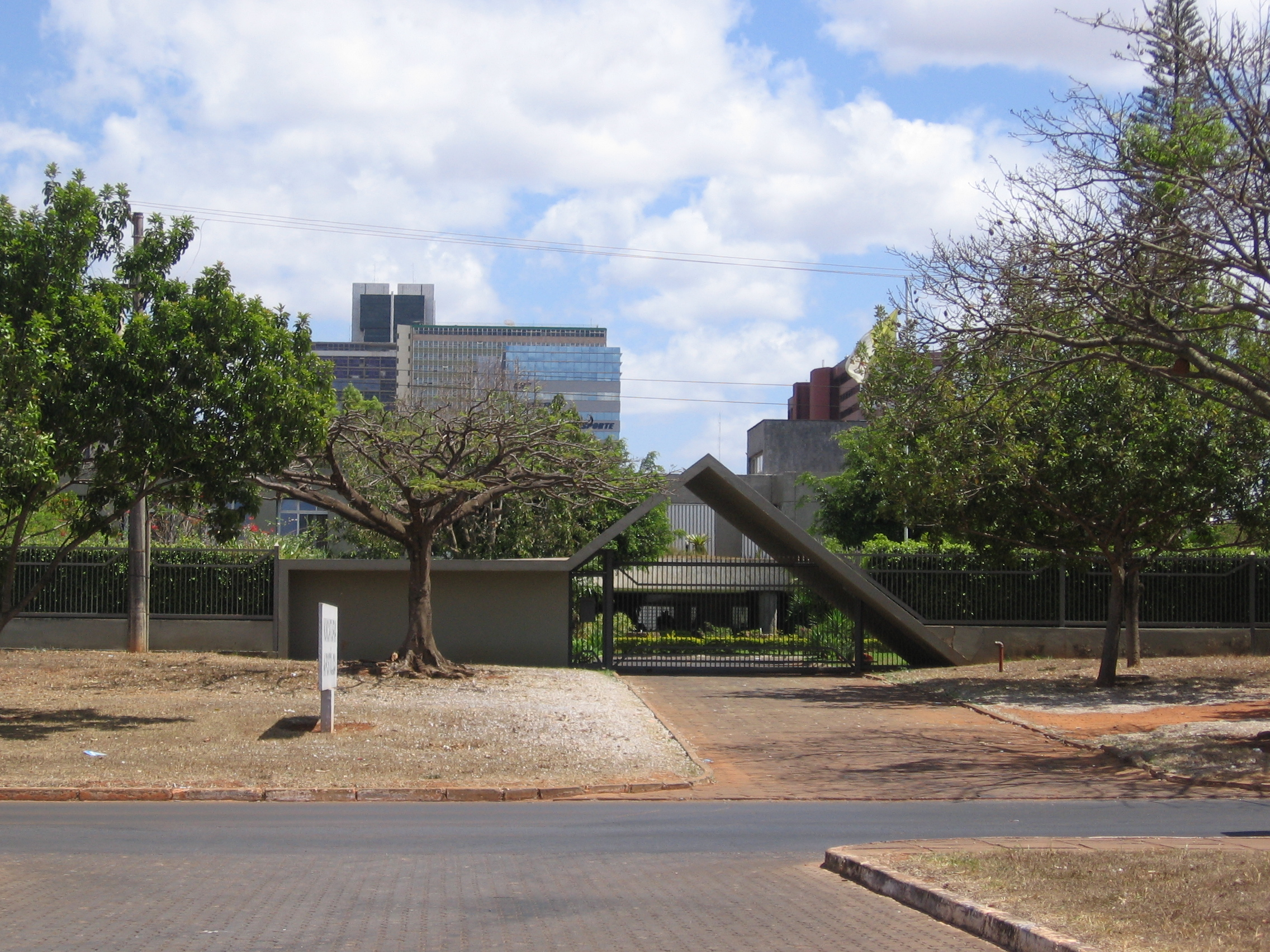
Entrada da Nunciatura Apostólica de Brasília.

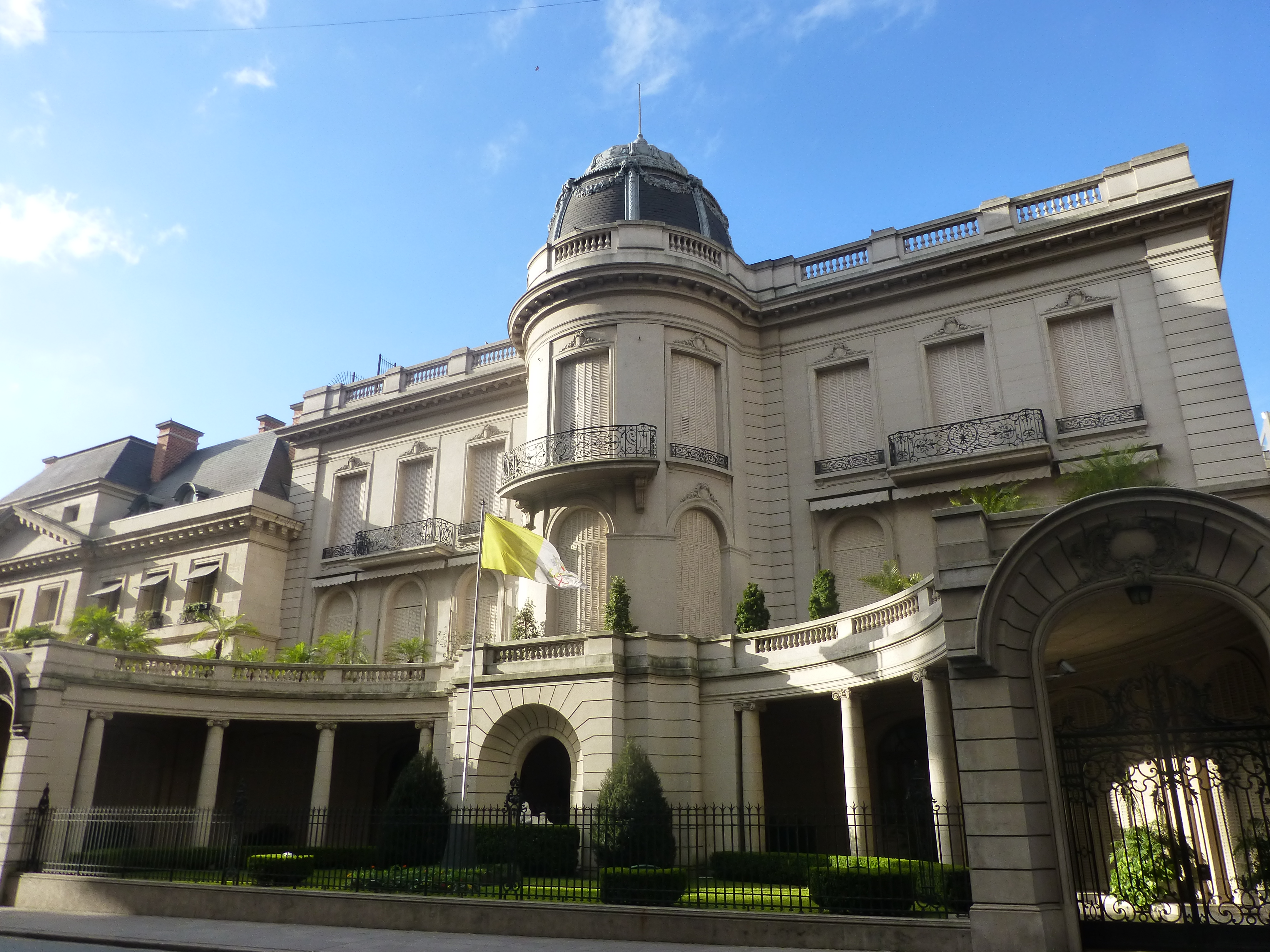
Nunciatura Apostólica em Buenos Aires, Argentina.

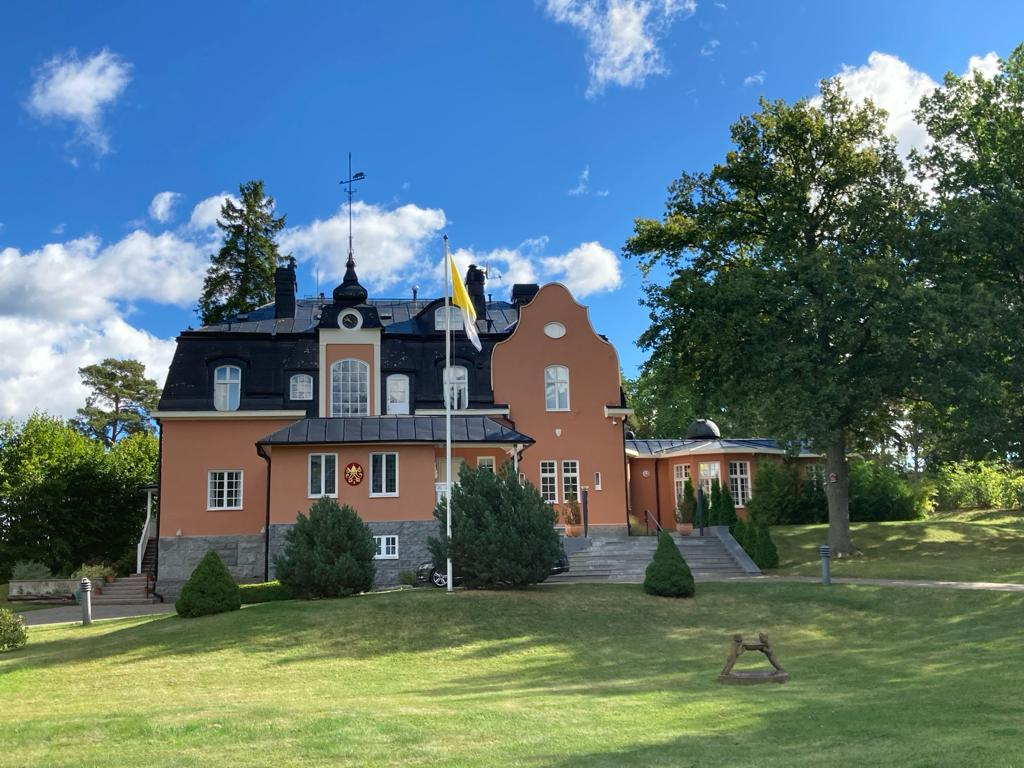
Nunciatura Apostólica em Djursholm, Suécia.

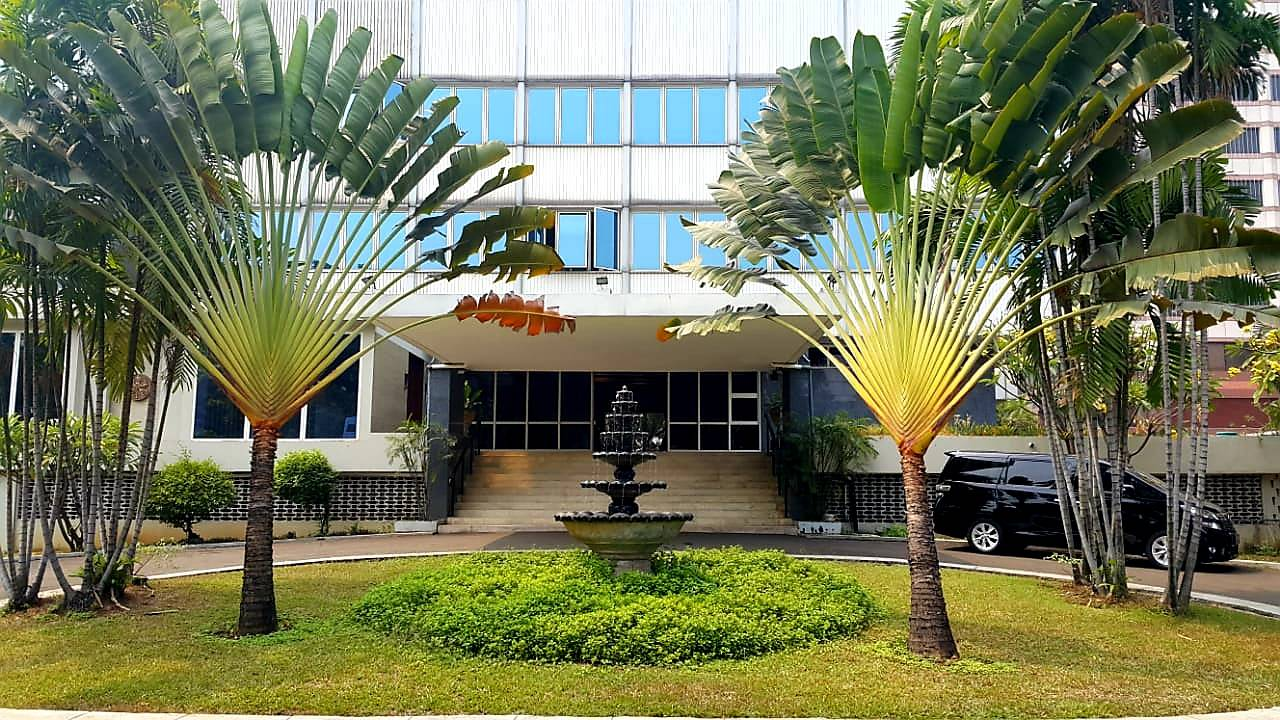
Nunciatura Apostólica em Jacarta, Indonesia.

Uma nunciatura apostólica é um alto nível das missões diplomáticas da Santa Sé, equivalente a uma embaixada. Seu titular, o núncio apostólico, é, portanto, como um embaixador da Santa Sé no país a que foi designado.
O chefe da nunciatura apostólica é chamado de núncio, um título diplomático eclesiástico. Um núncio papal (oficialmente conhecido como núncio apostólico) é um representante diplomático permanente (chefe de missão diplomática) da Santa Sé em um estado ou em uma das duas organizações intergovernamentais internacionais, a União Europeia ou ASEAN, tendo o posto de um embaixador extraordinário e plenipotenciário, e o posto eclesiástico de titular arcebispo. Representantes papais em outras organizações intergovernamentais são conhecidos como "observadores permanentes" ou "delegados".
Em vários países que têm relações diplomáticas com a Santa Sé, o núncio apostólico é ipso facto o decano do corpo diplomático. O núncio é, em tal país, o primeiro na ordem de precedência entre todos os diplomatas credenciados no país, e ele fala pelo corpo diplomático em questões de privilégio diplomático e protocolo. A maioria dos países que concedem prioridade ao núncio são oficialmente católicos, mas alguns não são.
Além disso, o núncio serve como elo entre a Santa Sé e a Igreja naquela nação em particular, supervisionando o episcopado diocesano (geralmente uma conferência nacional de bispos que tem seu próprio presidente eleito, frequentemente o (arce)bispo de mais alta patente, especialmente se seu assento carrega o título de primaz ou se ele foi criado individualmente como cardeal). O núncio tem um papel importante na seleção de bispos.